# Julgranen på Downing Street

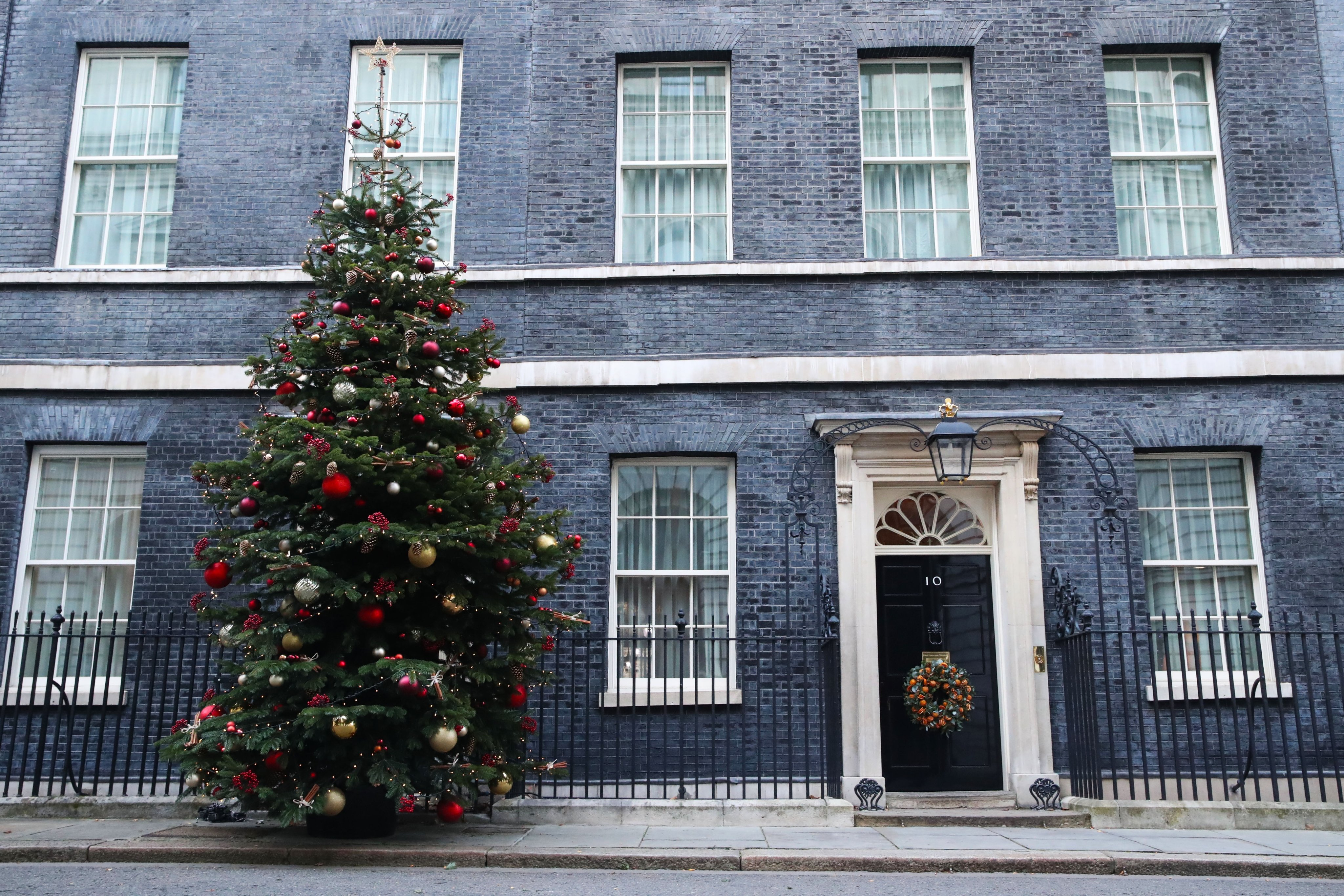
10 Downing Street med 2019 års julgran.

Julgranen på Downing Street är en julgran som står utanför den engelska premiärministerns residens på Downing Street. Den kommer på plats i slutet av november och tänds i början av december. 
Traditionen med en klädd gran utanför 10 Downing Street började 1982 när Margaret Thatcher var premiärminister. Granen, som skall vara minst 1,8 meter hög, utses på en tävling mellan brittiska julgransodlare i British Christmas Tree Growers Association omkring två månader före jul och har på senare år kompletterats med en dörrkrans. 
Julgransljusen tänds vanligen av premiärministern med familj och inbjudna gäster från bland annat ideella organisationer och Storbritanniens väpnade styrkor. David Cameron bjöd till exempel in finalisterna från TV-programmet The X Factor år 2012 för att hjälpa till med att tända granen. År 2008, när Gordon Brown var premiärminister, tände hans fru, Sara Brown granen tillsammans med en grupp scouter. Ceremonin, som visas på TV avslutas med julsånger.